# Eliza McCartney
Eliza McCartney (Auckland, 11 de diciembre de 1996) es una deportista neozelandesa que compite en atletismo, especialista en la prueba de salto con pértiga.
Participó en los Juegos Olímpicos de Río de Janeiro 2016, obteniendo una medalla de bronce en su especialidad. Ganó una medalla de plata en el Campeonato Mundial de Atletismo en Pista Cubierta de 2024.

## Palmarés internacional
| Juegos Olímpicos                     | Juegos Olímpicos        | Juegos Olímpicos  | Juegos Olímpicos  |
| Año                                  | Lugar                   | Medalla           | Prueba            |
| ------------------------------------ | ----------------------- | ----------------- | ----------------- |
| 2016                                 | Río de Janeiro (Brasil) | Medalla de bronce | Salto con pértiga |
| Campeonato Mundial en Pista Cubierta |                         |                   |                   |
| Año                                  | Lugar                   | Medalla           | Prueba            |
| 2024                                 | Glasgow (Reino Unido)   | Medalla de plata  | Salto con pértiga |